# Eudulophasia tortricalis
Eudulophasia tortricalis là một loài bướm đêm trong họ Geometridae.